# コマンチ郡 (オクラホマ州)
コマンチ郡（英: Comanche County）は、アメリカ合衆国オクラホマ州の郡である。人口は12万1125人（2020年）。郡庁所在地はロートンであり、同郡で人口最大の都市である。コマンチ郡は、南に隣接するコットン郡と共にロートン都市圏を構成している。
郡内にはシル砦軍事施設とウィチタ山脈野生生物保護区がある。グレートプレーンズ東縁にあり、北側にはウィチタ山脈がある。州間高速道路44号線と3本のアメリカ国道が郡内を通っており、ロートン・フォートシル地域空港が使える。
コマンチ郡はインディアン準州にあったコマンチ族、カイオワ族およびアパッチ族インディアンの居留地に造られ、1901年8月16日に白人開拓者に開放された。郡の経済は総生産額の半分を占める行政部門に大きく依存している。郡政府は3人の委員による郡政委員会が運営しており、委員は2年毎に1人または2人が改選され、任期は4年間である。教育は幾つかの教育学区とキャメロン大学が担当し、医療分野では3つの病院がある。

## 歴史
現在オクラホマ州となっている領域には、紀元前11500年のクローヴィス文化、同10600年のフォルサム文化、同10000年のプラノ文化など前史時代のインディアンが入っていた。16世紀には西部に向かった探検家がこの地域に入った。1541年、スペイン人探検家フランシスコ・バスケス・デ・コロナドが入ってきたとされている。当時のこの地域大半にはウィチタ族やカド族が入っていた。1700年頃、北からコマンチ族とカイオワ族がオクラホマやテキサスに移住してきた。
18世紀の大半ではルイジアナとしてフランスの支配下に入っていた。1803年、トーマス・ジェファーソンによるルイジアナ買収によって、アメリカ合衆国の支配下に入った。1830年、アメリカ合衆国議会はインディアン移住法を成立させ、合衆国の東部のインディアン部族をインディアン準州に移動させた。準州の南部は1867年までチョクトー族とチカソー族に割り当てられていたが、メディスンロッジ条約により、その南西部はコマンチ族、カイオワ族、アパッチ族に割り当てられた。

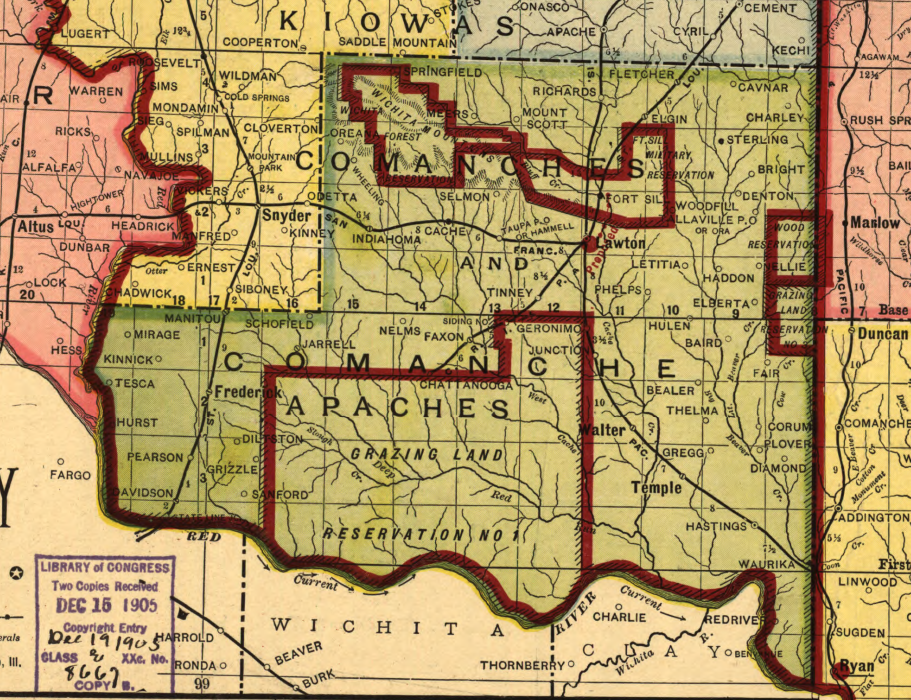
1905年のコマンチ郡図

1869年、インディアンがテキサスを襲撃していたのを停めるための作戦行動を率いていたフィリップ・シェリダン少将がシル砦を建設した。1874年、コマンチ族、カイオワ族、および南部シャイアン族がインディアン準州の居留地を離れ、レッド川戦争が持ち上がった。アメリカ陸軍が部族の損耗を図り、小競り合いを続けた結果、1875年6月にこれら部族はインディアン準州内に戻された。
1891年、アメリカ合衆国議会は部族指導者と会合を持つ使節団を指名し、地域内に白人開拓者が入ってくることを認めさせる協定を結んだ。その後議論や法的手続きが行われた後、ウィリアム・マッキンリー大統領は1901年7月4日に声明書を発し、インディアンが保有していた土地の余剰分200万エーカー (80万 km2) を連邦政府が管理するようになった。
カイオワ郡、カドー郡およびコマンチ郡にある320エーカー (1.28 km2) の場所3か所が郡庁所在地として選定され、コマンチ郡はロートンが郡庁所在地に指定された。非インディアンによる入植は、1901年8月6日に始まったオークションにより解放された。1906年12月、郡の南部にあったインディアンの家畜用に取っておかれた牧草地、ビッグパスチャーが開拓者に開放された。
1910年、コマンチ郡の西部とカイオワ郡の南部が合わされてスワンソン郡が創られたが、この郡は短命に終わった。コマンチ郡が起こした訴訟により、最高裁判所は1911年6月27日にスワンソン郡を解消する裁定を下した。1912年、当時レッド川まで延びていた郡の南部は、新しく設立されたコットン郡となった。

## 地理

コマンチ郡図

アメリカ合衆国国勢調査局によれば、郡域全面積は1,084平方マイル (2,808 km2)であり、このうち陸地1,069平方マイル (2,769 km2)、水域は14平方マイル (36 km2)で水域率は1.34%である。
コマンチ郡はグレートプレーンズに典型的な地域にあり、プレーリーと少数の樹木、平坦な部分となだらかに畝っている部分のある丘陵が特徴である。郡の北部にはウィチタ山脈があり、この地域では最高峰のスコット山やピンチョー山がある。
郡内北部の大半はペルム紀ポストオーク礫岩の石灰岩で構成されている。南部はペルム紀ガーバー砂岩が普通に見られ、ヘネシーグループの頁岩もある。イーストキャッシュ・クリークやウェストキャッシュ・クリークなどのクリークが第四紀沖積層の堆積物を運んでいる。北西部ではウィチタ山脈が主にカンブリア紀のウィチタ花崗岩グループで構成されている。
郡内の保護地域としては、広さ59,020エーカー (236 km2) のウィチタ山脈野生生物保護区がある。1901年に設立されたこの保護区は国内546の同種保護区の1つであり、アメリカバイソン、ヘラジカ、テキサス・ロングホーンなど草食動物にとっての自然生息環境を提供している。

### 気候
コマンチ郡は乾燥した温暖湿潤気候（ケッペンの気候区分Cfa）にあり、毎日の天気がめまぐるしく入れ替わる。ただし夏は一貫して暑く乾燥している。夏季には通常南あるいは南東からの強風が吹き、暑さを和らげる効果がある。冬の北よりの風は時として厳しい寒さの時期をもたらす。
オクラホマ州南西部の平均気温は61.9°F (16.6 ℃) である。夏は極めて暑く、気温100°F (38 ℃) 以上になる日が年間平均21日ある。冬季は通常温暖であるが、極度に寒くなる時期がある。氷点下になる日は年間平均8日ある。年間平均降水量は31.6インチ (803 mm) であり、降雪量は3インチ (7.5 cm) 未満である。
通常4月下旬から6月初旬まで、竜巻など激しい気象に見舞われやすい。1957年に起きた藤田スケールF4の竜巻や1979年のF3の竜巻はロートン市南部を襲った。

## 都市
コマンチ郡には3つの市がある。最大の都市はロートンであり、郡の中央にあり、郡庁所在地である。2010年国勢調査による人口は96,867人と郡人口の78%が収集している。ロートンの西、アメリカ国道62号線沿いにキャッシュがあり、人口は2,796人である。郡北東部、州間高速道路44号線沿いにエルジンがあり、人口は2,156人である。他には町が郡内に点在しており、北東部にはフレッチャーとスターリング、北中部にはメディスンパーク、西部にはインディアホマ、南東部にはジェロニモ、南部にはチャタヌーガとファクソンがある。また郡内にはシル砦がある。広さ9万エーカー (360 km2) のこの施設には、アメリカ陸軍野砲訓練センターと防空砲兵隊が入っている。

## 人口動態
以下は2000年国勢調査による人口統計データである。
| 基礎データ - 人口: 124,098人 - 世帯数: 44,982 世帯 - 家族数: 30,303 家族 - 人口密度: 45人/km2（116人/mi2） - 住居数: 50,739軒 - 住居密度: 18軒/km2（47軒/mi2） 人種別人口構成 - 白人: 64.5% - アフリカン・アメリカン: 17.5% - ネイティブ・アメリカン: 5.9% - アジア人: 2.2% - 太平洋諸島系: 0.6% - その他の人種: 3.0% - 混血: 6.5% - ヒスパニック・ラテン系: 11.2% 年齢別人口構成 - 18歳未満: 25.1% - 18-24歳: 13.6% - 25-44歳: 30.1% - 45-64歳: 23.3% - 65歳以上: 10.2% - 年齢の中央値: 31.3歳 - 性比（女性100人あたり男性の人口） - 総人口: 106.2 - 18歳以上: 107.3 | 世帯と家族（対世帯数） - 18歳未満の子供がいる: 36.5% - 結婚・同居している夫婦: 48.2% - 未婚・離婚・死別女性が世帯主: 14.5% - 非家族世帯: 32.6% - 単身世帯: 27.1% - 65歳以上の老人1人暮らし: 7.8% - 平均構成人数 - 世帯: 2.53人 - 家族: 3.07人 収入と家計 - 収入の中央値 - 世帯: 43,817米ドル - 家族: 51,564米ドル - 性別 - 男性: 37,423米ドル - 女性: 31,913米ドル - 人口1人あたり収入: 21,048米ドル - 貧困線以下 - 対人口: 17.6% - 対家族数: 14.3% - 18歳未満: 29.4% - 65歳以上: 8.1% |

## 法と政府

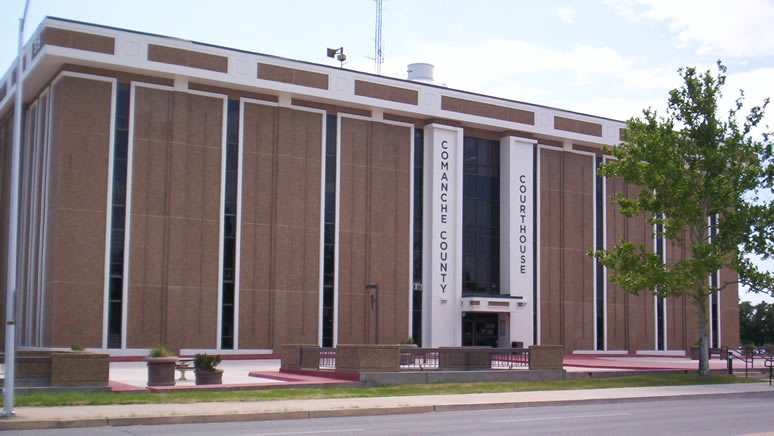
コマンチ郡庁舎

コマンチ郡は3つの選挙区から選ばれた3人の委員による郡政委員会で治められている。委員は4年間任期であり、2年毎の党派選挙で1人か2人が選出されている。選挙区は10年毎の国勢調査に従って調整される。委員会は郡の計画と設備を調査・承認し、郡役人の業績を監督し、郡のインフラを維持し、郡財政事情を監査する責任がある。その他に選挙で選出される役人として、地区検事、郡保安官、財務官、税評価官、郡事務官および裁判所事務官がいる。
アメリカ合衆国下院議員選挙ではオクラホマ州第4選挙区に入っている。オクラホマ州上院議員選挙では第31および第32選挙区に入っている。オクラホマ州下院議員選挙では第50、第62から第65選挙区に入っている。

## 経済と労働力
コマンチ郡経済は主に行政部門、製造業および小売業に依存している。ロートン大都市圏は2010年の総生産額が48億9,000万米ドルであり、そのほぼ半分の26億6,000万米ドルは行政部門である。民間産業の総生産額が22億3,000万米ドルであり、内訳は製造業4億5,100万米ドル、不動産業3億500万米ドル、小売業2億5,500万米ドルとなっている。2010年5月、就労人口は41,720人と推計された。職業分類で大きいものは、事務管理支援部門6,760人、食品飲食関連で4,630人、販売関連で4,150人となっている。

## メディア
郡内では「ロートン・コンスティチューション」紙が唯一の日刊紙であり、購読数は3万部である。この他、シル砦の新聞「ザ・キャノナー」は主に軍関係者のための週刊紙であり、「キャメロン・コリジャン」はキャメロン大学学生が購読者である。また「オーキー・マガジン」はオクラホマ州南西部でニュースと娯楽を中心とする月刊誌である。
ラジオ局はAM局が2局、FM局が7局ある。
コマンチ郡はウィチタフォールズ・ロートン・メディア市場に入っており、その中には154,450世帯があって、2009年から2010年のネルソン・メディア・リサーチに拠れば、国内第149位の規模である。地域のテレビ局はABC系列のKSWO-TVのみであり、地方ニュースを流している。その他視聴できる局としては、NBC、CBS、フォックス各系列局がウィチタフォールズを拠点にしている。

## 交通
コマンチ郡の交通の中心は州間高速道路44号線であり、H・E・ベイリー・ターンパイクと呼ばれている。郡内から北東のオクラホマシティ、南のウィチタフォールズを繋いでいる。アメリカ国道62号線は西のアルタスから北のアナダーコなど地域の町を結んでいる。アメリカ国道277号線と同281号線はH・E・ベイリー・ターンパイクと併行してウィチタフォールズに向かい、北はそれぞれアナダーコとチカシェイに向かっている。
郡内を通るオクラホマ州道としては、ロートンとダンカンを結ぶ77号線がある。オクラホマ州道17号線はアメリカ国道62号線から分かれてエルジン市とスターリングを結び、グレイディ郡のラッシュスプリングスに至る。州道36号線はチャタヌーガからファクソンの町を繋ぎ、州間高速道路44号線が東の終端になっている。州道49号線はカイオワ郡から郡内に入り、番号がなくなってウィチタ山脈野生生物保護区を抜けて東に向かう。保護区を出ると番号が戻り、メディスンパークを経て、州間高速道路44号線が東の終端になっている。州道58号線はカドー郡のカーネギーに向かって、メディスンパーク近くで州道49号線に接続する。州道115号線はカイオワ郡のマウンテンビューからミアーズを抜けてウィチタ山脈野生生物保護区に向かい、保護区の中では番号がなくなり、南に向かう。保護区を出ると番号が戻り、キャッシュの北、アメリカ国道62号線が南の終端になる。
ロートン地域交通システムがロートン市とシル砦の公共輸送を行っている。ターミナルはロートン公共図書館近くにあり、市内に5つの路線を運行している。
空路からはロートン・フォートシル地域空港が使える。毎日ダラス・フォートワース国際空港までアメリカン・イーグルの便が出ている。またこの空港は軍事輸送にも使われている。

## 教育と医療
コマンチ郡には10の独立教育学区がある。最大のものはロートン公立教育学区であり、2009年の児童・生徒数は16,398人である。この地区内では、2つの幼稚園前センター、26の小学校、4つの中学校および3つの高校を運営している。その他大きな教育学区として、キャッシュ公立教育学区とエルジン公立教育学区がある。キャッシュ公立教育学区は児童・生徒数は1,648人、学校は5校ある。エルジン公立教育学区は児童・生徒数は1,698人、学校は3校ある。この他にビショップ・チャタヌーガ、フレッチャー、フラワーマウンド、ジェロニモ、インディアホマ、スターリングの各教育学区がある。
コマンチ郡に私立学校もいくつかある。最大のものはロートン・クリスチャン学校であり、生徒数は2009年で426人である。ロートン芸術科学アカデミーは幼稚園前から12年生までを教え、児童・生徒数は115人である。セントメアリーズ・カトリック学校は小学生と中学生を教えている。トリニティ・クリスチャン・アカデミーは幼稚園から8年生までを教えている。
郡内にはキャメロン大学がある。州南西部では最大の州が資金を出す4年制大学である。実業、教育、一般教養、科学、工学の分野で50以上の学科がある。1909年に設立され、毎年秋には平均して6,000人の大学生と70人の教員が入ってくる。
コマンチ郡には、オクラホマ州職業訓練技術教育省の一部であるグレートプレーンズ技術センターがある。ここでは職業教育と訓練、地域住民への機会開発を行っている。
コマンチ郡には3つの総合病院がある。最大のものはコマンチ郡記念病院であり、283床の非営利病院で、250人の医師を雇用している。サウスウェスタン医療センターは199床の病院であり、医師は150人である。アメリカ合衆国公衆衛生局ロートン・インディアン病院は、数の多いインディアンへの医療を担当している。26床、医師は23人である。

## 著名な出身者
芸術関連分野
- ブライアン・ホワイト、歌手[52]
- ケリー・ウィリス、歌手[53]
- レオン・ラッセル、歌手[54]
- コンラッド・ハーウィグ、グラミー賞にノミネートされたジャズトロンボーン奏者[55]
- スティーブン・ドローズ、ザ・フレーミング・リップスのドラマー[56]
- N・スコット・モマディ、ピューリッツァー賞を受賞した著作家[57]
- ドン・ブランディング、詩人[58]
- C・J・チェリイ、ヒューゴー賞受賞のSF作家[59]

政治家
- トマス・ゴア、アメリカ合衆国上院議員
- スコット・フェリス、アメリカ合衆国下院議員
- L・M・ジェンスマン、アメリカ合衆国下院議員
- トビー・モリス、アメリカ合衆国下院議員
- エルマー・トマス、アメリカ合衆国下院議員[10]
- ランディ・バース、民主党州上院議員、元プロ野球選手（阪神タイガースに在籍）[60]
- ジュリアン・ニームチェク、元駐チェコスロバキア大使[61]

その他の分野
- チャールズ・チビッティ、第二次世界大戦コマンチコード作成者[62]
- ジョーン・クロフォード、アカデミー賞を受賞した女優[63]
- ロバート・S・ジョンソン、第二次世界大戦のエース[64]
- ステイシー・キング、NBAのチャンピオンに3度なったバスケットボール選手[65]
- マイケル・レイ・リチャードソン、NBAのオールスターに選ばれたバスケットボール選手[66]
- ローレン・ネルソン、2007年のミス・アメリカ[67]
- チャールズ・トンプソン、オクラホマ大学アメリカンフットボールのクォーターバック[68]
- ウィル・シールズ、NFLアメリカンフットボール選手[69]
- ジャマル・ブラウン、NFLアメリカンフットボール選手[70]